# Flagge Tschuwaschiens

Offizielle Flagge der Republik

Die Flagge Tschuwaschiens ist die offizielle Flagge der Republik Tschuwaschien. Die Flagge wurde durch das Gesetz am 29. April 1994 offiziell gesetzlich festgelegt.

## Eigenschaften
Die Flagge hat ein Verhältnis 5:8 und besteht aus zwei horizontalen Streifen und einem Nationalsymbol. Der dunkelrote Streifen befindet sich am unteren Rand der Flagge und hat eine Länge von 1/5 der Gesamthöhe. Die Höhe des großen goldenen Streifens beträgt 4/5 der Gesamthöhe. In der Mitte der Flagge entspringt der dunkelrote „Baum des Lebens“ mit drei Wurzeln und drei Sonnen.